# Zanthoxylum retroflexum
Zanthoxylum retroflexum är en vinruteväxtart som beskrevs av Thomas Gordon Hartley. Zanthoxylum retroflexum ingår i släktet Zanthoxylum och familjen vinruteväxter. Inga underarter finns listade i Catalogue of Life.